# 獨立書店列表
獨立書店（英語：Independent bookstores）是指小規模的書籍銷售商店，通常於有限的地理區域（geographic area）中設有一間或為數不多的店舖。它們與集團式或連鎖式書店不同，後者由較大型的公司負責營運，通常在一片較大的區域中開設不少分店。

## 澳大利亞
- 位於墨尔本的外語書店（英语：Foreign Language Bookshop）
- 位於布里斯班的TLC Books（英语：TLC Books）

## 加拿大
- 位於曼尼托伯省溫尼伯的水中書屋（英语：Aqua Books）（已結業）
- 位於安大略省倫敦的閣樓書店（英语：Attic Books）
- 位於安大略省多倫多的巴卡-菲尼克斯（英语：Bakka-Phoenix）
- 位於曼尼托伯省溫尼伯的野牛書店（英语：Bison Books）
- 位於安大略省多倫多的書城（英语：Book City (Canada)）
- 位於新斯科舍省哈利法克斯的書房（英语：The Book Room），在2008年結業之時，曾為加拿大歷史最悠久的書店（已結業）
- 位於不列顛哥倫比亞省維多利亞的卡馬斯書店和信息商店（英语：Camas Bookstore and Infoshop）
- 位於安大略省多倫多的樂天書店（英语：Glad Day Bookshop）
- 彼鄰安大略省寇伯特（英语：Cobalt, Ontario）的公路書店（英语：Highway Book Shop）（已結業）
- 位於安大略省多倫多的海曼圖書和藝術商店（英语：Hyman's Book and Art Shoppe）（一間獨立猶太（英语：History of the Jews in Canada）書店，已結業）
- 位於不列顛哥倫比亞省溫哥華的小姐妹書畫店（英语：Little Sister's Book and Art Emporium）
- 麥克納利·羅賓遜（英语：McNally Robinson），加拿大境內一個小規模經營的連鎖獨立書店
- 位於曼尼托伯省溫尼伯的蒙德拉貢書店和咖啡館（英语：Mondragon Bookstore & Coffeehouse）（已結業）
- 位於安大略省多倫多的猿之手（英语：The Monkey's Paw (bookstore)）
- 位於不列顛哥倫比亞省維多利亞的孟若書店
- 位於不列顛哥倫比亞省溫哥華的斯巴達克斯書屋（英语：Spartacus Books）
- 位於安大略省多倫多的這不是羅斯代爾圖書館（英语：This Ain't the Rosedale Library）（已結業）
- 位於安大略省多倫多的多倫多女子書店（英语：Toronto Women's Bookstore）（已結業）
- 位於蒙特利爾的單詞書店（英语：The Word Bookstore）

## 法國
- 位於巴黎的何塞·科爾蒂（英语：José Corti）
- 位於巴黎的莎士比亞書店

## 德國
- 位於科隆的BuchGourmet（英语：BuchGourmet）

## 格林蘭島
- 位於努克的阿圖格卡特書店（英语：Atuagkat Bookstore）

## 以色列
- 位於耶路撒冷的書與馬克杯（英语：Sefer ve Sefel）

## 約旦
- 賈希斯的寶庫（英语：Al-Jahith's Treasury）

## 菲律賓
- 位於马尼拉艾米塔區的團結書店（英语：Solidaridad book shop）[1][2]

## 新加坡
- 位於中峇鲁的BooksActually（英语：BooksActually）[3][4]

## 台灣
參見台灣獨立書店列表。

## 英國
- 位於贝尔法斯特的第四警察（英语：An Ceathrú Póilí）
- 位於倫敦的亞瑟·普羅布斯坦（英语：Arthur Probsthain）
- 位於諾森伯蘭郡阿尼克站的巴特書店
- 位於牛津的布萊克威爾
- 位於伦敦的綱要書店（英语：Compendium Books）
- 位於倫敦的但特書店
- 位於倫敦的豪斯曼書店（英语：Housmans）
- 位於倫敦的斯坦福書店

## 挪威
- 位於奥斯陆的Bokshop.no （页面存档备份，存于）